# Petőfi utca (Kolozsvár)
A Petőfi utca (románul Str. Avram Iancu) Kolozsvár belvárosában található; a történelmi belváros egyik legújabb utcája. A Majális utca alsó részétől indul kelet felé és a Tordai útnál végződik.

## Neve
1798-ban Só út, 1831-ben Thorda felé a Felekre menő postaút, 1834-ben Külső-Torda utca néven említették. 1899-től kezdve a neve Kül-Torda vagy Kültorda alakban fordult elő. 1899-ben Petőfi Sándorról nevezték el.

## Története
A 18. század végéig az utca helyén a várárok húzódott. 1798-ban rendezték a Házsongárdi temető alját, és egy széles utat nyitottak. Maga az utca a 19. század első felében, a várfal elbontása és a várárok feltöltése után alakult ki. A 19. században ez volt a fő közlekedési útvonal a városból Torda illetve Dél-Erdély felé; ez a Középkapu lebontása és a Trencsin tér rendezése után a Közép-utcára terelődött át.

## Műemlékek
Az utcából az alábbi tételek szerepelnek a romániai műemlékek jegyzékében:
| Házszám | Kép | Megnevezés                           | Építés dátuma    | Műemlék kódja      |
| ------- | --- | ------------------------------------ | ---------------- | ------------------ |
| 1       |     | Bogdánffy-ház                        | 18. század       | CJ-II-m-B-07356    |
| 9       |     | Asztalosok tornya                    | 15. század       | CJ-II-m-A-07242.01 |
| 10–12   |     | Szabó Károly háza                    | 19. század       | CJ-II-m-B-07361    |
| 11      |     | Posztócsinálók tornya                | 15. század       | CJ-II-m-A-07242.02 |
| 13–15   |     | Királyi Lyceum-nyomda                | 1829–1832        | CJ-II-m-B-07362    |
| 16–18   |     | Aleman-ház                           | 1938             | CJ-II-m-B-07363    |
| 17      |     | Avram Iancu lakóháza                 | 19. század       | CJ-IV-m-B-07838    |
| 20      |     | Biasini-szálloda                     | 19. század       | CJ-II-m-B-07365    |
| 21      |     |                                      | 18. század       | CJ-II-m-B-07366    |
| 23      |     | Gilovics-ház                         | 19. század eleje | CJ-II-m-B-07367    |
| 26–28   |     | Házsongárdi temető                   | 16. század       | CJ-IV-s-B-07839    |
| 27      |     | Kőművesek tornya és városfal-részlet | 15. század       | CJ-II-m-A-07242.04 |
| 27–29   |     |                                      | 19. század       | CJ-II-m-B-07364    |